# Diogo de Lisboa
Diogo de Lisboa foi um frade português que substituiu Frei Martinho Navarro na comunidade pioneira da  Arrábida. Junto a Frei Pedro de Alcântara e Frei João Aquila, todos provenientes da Província Religiosa de São Gabriel de Castela, participaram na formação da Província Franciscana da Arrábida.